# Баллинасло (станция)
Баллинасло — железнодорожная станция, открытая 1 августа 1851 года и обеспечивающая транспортной связью одноимённый город в графстве Голуэй, Республика Ирландия.